# Ráckeve
Ráckeve é uma cidade da Hungria, situada no condado de Peste. Tem 64,09 km² de área e sua população em 2019 foi estimada em 10.605 habitantes.